# 박예영
박예영(1989년 8월 22일 ~ )은 대한민국의 배우이다.

## 학력
- 배화여자중학교 (졸업)
- 진명여자고등학교 (졸업)
- 건국대학교 예술디자인대학 영화학과 (졸업)

## 출연작

### 영화
- 《아이》 (2021년) - 헤드선생님 역
- 《세이레》 (2020년) - 아내 역
- 《버티고》 (2019년) - 예담 역
- 《레오》 (2019년) - 은애 역
- 《뺑반》 (2019년) - 여정 역
- 《너는 결코 서둘지 말라》 (2018년) - 초연 역
- 《인사3팀의 캡슐커피》 (2018년) - 김민주 역
- 《녹음》 (2017년) - 수연 역
- 《마이 케미컬 러브》 (2017년) - 선주 역
- 《장기왕: 가락시장 레볼루션》 (2017년) - 두희 역
- 《갈래》 (2016년) - 나 역
- 《여고생》 (2016년) - 은영 역
- 《그리고 가을이 왔다》 (2015년) - 지선 역
- 《소셜포비아》 (2015년) - 하영동기 역
- 《단편선》 (2013년)
- 《월동준비》 (2013년) - 재인 역

### 드라마
| 연도 | 방송사     | 제목                         | 역할   | 비고                 |
| ---- | ---------- | ---------------------------- | ------ | -------------------- |
| 2019 | tvN        | 어비스                       | 간호사 | 16부작               |
| 2020 | KBS2       | 영혼수선공                   | 허민영 | 32부작               |
| 2021 | KBS2       | 대박부동산                   | 이성실 | 16부작               |
| 2021 | tvN        | 갯마을 차차차                | 왕지원 | 16부작               |
| 2021 | JTBC       | 구경이                       | 윤재영 | 12부작               |
| 2022 | 쿠팡플레이 | 안나                         | 지원   | 6부작 (감독판 8부작) |
| 2022 | ENA        | 아무것도 하고 싶지 않아      | 조지영 | 12부작               |
| 2024 | tvN        | 세작, 매혹된 자들            | 동상궁 | 16부작               |
| 2025 | tvN        | 별들에게 물어봐              | 마은수 | 16부작               |
| 2025 | tvN        | 언젠가는 슬기로울 전공의생활 | 금새벽 | 12부작, 특별출연     |
| 2025 | tvN        | 미지의 서울                  | 김수연 | 12부작, 특별출연     |